# Indirizzo telegrafico

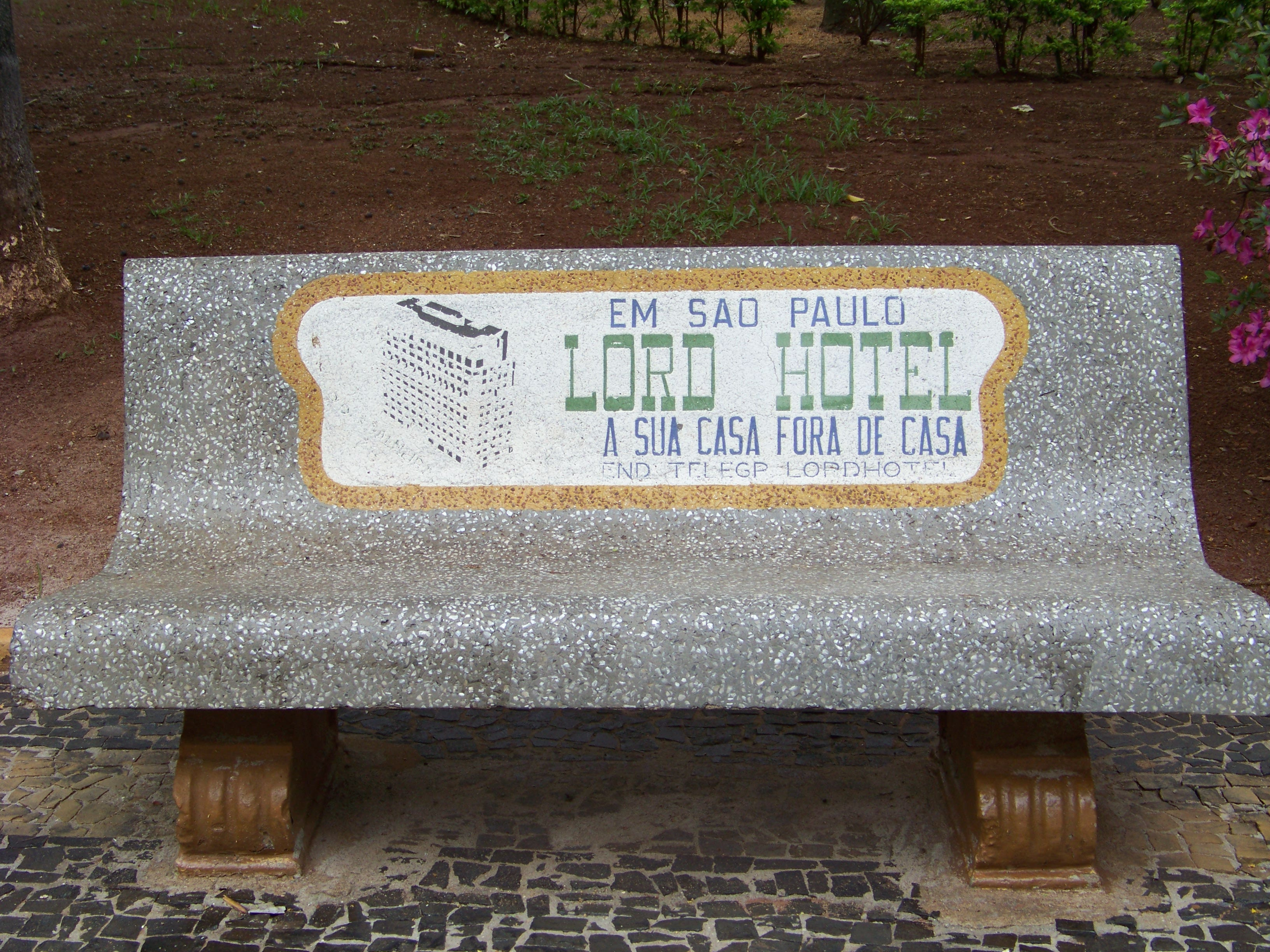
Una panchina nel parco a Pirassununga, in Brasile. Lo sponsor era un hotel di São Paulo, che si pubblicizzava come "La tua casa fuori casa" e informava l'indirizzo telegrafico LORDHOTEL

L'indirizzo telegrafico, anche scrittura breve, fu creato dai primi utilizzatori del sistema telegrafico. Il servizio telegrafico fornì degli elenchi con la lista degli utilizzatori, richiamando in parte un nome breve per l'inoltro del messaggio. Data l'importanza del numero delle parole nel telegramma, vi era un risparmio nel costo della missiva. Accanto alla "interurbana" (numero di telefono) e al numero telescrivente, l'indirizzo telegrafico divenne uno standard per descrivere una azienda.

## Esempi
L'indirizzo della "Spazierstock- und Regenschirmfabrikation Pogge, Berlin-Grunewald, Chausseestraße 12–18" divenne il breve "poggeberlin". La azienda Degussa ad esempio ebbe l'indirizzo telegrafico "Deutsche Gold- und Silber-Scheide-Anstalt" che divenne poi il nome della società in acronimo.
La Österreichische Daimler Motoren Gesellschaft divenne nota come marchio di fabbrica come "Austro-Daimler", dall'indirizzo telegrafico usato dalla casa madre Daimler-Motoren-Gesellschaft per comunicare con la società figlia da Stoccarda-Cannstatt a Wiener Neustadt.